# Brazo de Perseo

Mapa esquemático de la Vía Láctea. El brazo de Perseo aparece señalado en color cian.

El brazo de Perseo es el mayor brazo espiral de la Vía Láctea.
La Vía Láctea es una galaxia espiral barrada con cuatro brazos mayores y cuatro brazos menores. El brazo espiral de Perseo, con un radio de aproximadamente 10700 pársecs, se sitúa entre el brazo del Cisne y el brazo de Sagitario. Se denomina así por su proximidad con la constelación de Perseo.

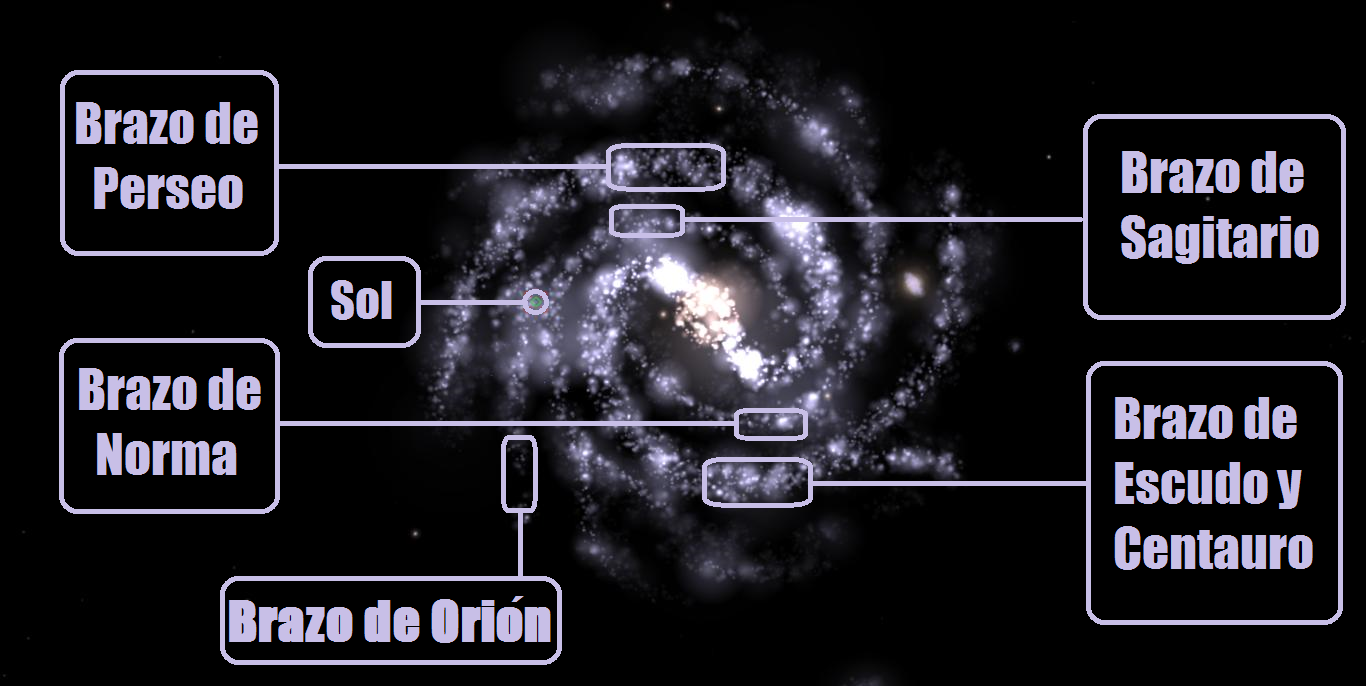
Vía Láctea generada en Celestia.

Se especula que el brazo menor de Orión -en el que se sitúa el Sol y, por ende, la Tierra- es una rama del Brazo de Perseo, pero esto está por confirmar.
El brazo espiral de Perseo contiene los siguientes objetos Messier:
- Nebulosa del Cangrejo M1
- Cúmulo abierto M36
- Cúmulo abierto M37
- Cúmulo abierto M38
- Cúmulo abierto M52
- Cúmulo abierto M103

- Datos: Q32895
- Multimedia: Perseus Arm / Q32895